# Ekaterina Lazareva
Pour les articles homonymes, voir Lazareva.
Ekaterina Nikolaevna Lazareva (en russe : Екатерина Николаевна Лазарева), née le 13 décembre 1995 à Moscou en Russie, est une volleyeuse internationale russe évoluant au poste de passeuse.
Elle mesure 1,81 m et joue pour l'équipe de Russie depuis 2021.
Sa sœur cadette Anna est également une joueuse professionnelle de la discipline, jouant au poste de pointue.

## Biographie

### Carrière
Née à Moscou dans une famille de sportifs, avec un père lutteur de Sambo et une mère joueuse de basket-ball, elle commence la pratique du volley-ball en 2005 dans la célèbre école de sport de Moscou № 65 « Nick ». Son premier entraîneur fut V. AT. Kuzmin. Jusqu'en 2011, elle joue dans des équipes d'écoles de sport de la grande ligue « B » lié au championnat de Russie puis s'engage avec le Dinamo Kazan où durant quatre années, elle évolue pour l'équipe de jeunes du club, période où elle monte par deux fois sur le podium de la Ligue des jeunes (ru). Durant cette période, elle dispute également 5 matchs de Superliga avec l'équipe première. À partir de 2015, sa carrière professionnelle débute dans deux clubs de Majeure Liga A — 2e division nationale — : le VK Primorotchka puis Voronezh avant de l'a poursuivre en Superliga avec Zaretchie Odintsovo. En novembre 2017, elle rejoint l'équipe de VK Lipetsk-Indesit. L'année suivante, elle s'engage avec le PSK Sakhaline pour un an puis le Dinamo Krasnodar pour deux saisons. En 2021, elle effectue son retour au sein de son club formateur de Kazan, six ans après l'avoir quitter, et avec lequel elle remporte la Coupe et la Supercoupe nationale.
En janvier 2023, en manque de temps de jeu au Dinamo Kazan, elle décide de quitter son pays et rejoint le club français du Levallois SC, promu en Ligue A et qui lutte pour son maintien.

### Équipe nationale russe
Elle fait ses débuts avec l'équipe de Russie en 2021, année où elle dispute notamment la Ligue des nations.

## Clubs
- VK Primorotchka (2015–2016)
- Voronezh (2016–2017)
- Zaretchie Odintsovo (2017-nov.2017)
- VK Lipetsk-Indesit (nov.2017-2018)
- PSK Sakhaline (2018–2019)
- Dinamo Krasnodar (2019–2021)
- Dinamo Kazan (2021–déc.2022)
- Levallois SC (jan.2023–2023)

## Palmarès

### En sélection nationale
Néant

### En club
- Coupe de Russie (1) :
  - Vainqueur en 2022.

- Supercoupe de Russie (1) :
  - Vainqueur en 2022.